# Рибао (Чад)
Рибао (фр. Ribao) — деревня и супрефектура в Чаде, расположенная на территории региона Западное Майо-Кеби. Входит в состав департамента Майо-Биндер.

## История
В отдельную административную единицу Рибао был выделен 4 сентября 2012 года.

## Географическое положение
Деревня находится в юго-западной части Чада, к востоку от реки Майо-Биндер (приток реки Майо-Кеби), на высоте 304 метров над уровнем моря.
Рибао расположен на расстоянии приблизительно 268 километров к юго-юго-западу (SSW) от столицы страны Нджамены.

## Транспорт
Ближайший аэропорт расположен в городе Лере.